# Michel Mulder
Michel Theodoor Mulder (Zwolle, 27 de febrero de 1986) es un deportista neerlandés que compitió en patinaje de velocidad, en las modalidades sobre hielo y en línea. Su hermano gemelo Ronald también compitió en patinaje de velocidad.
Participó en los Juegos Olímpicos de Sochi 2014, obteniendo dos medallas, oro en 500 m y bronce en 1000 m.
Ganó dos medallas de plata en el Campeonato Mundial de Patinaje de Velocidad sobre Hielo en Distancia Individual, en los años 2012 y 2015, y dos medallas de oro en el Campeonato Mundial de Patinaje de Velocidad sobre Hielo en Distancia Corta entre los años 2013 y 2014.
Además, obtuvo cinco medallas en el Campeonato Mundial de Patinaje de Velocidad sobre Patines en Línea (dos de oro y tres de bronce).

## Palmarés internacional
| Juegos Olímpicos                           | Juegos Olímpicos                | Juegos Olímpicos  | Juegos Olímpicos      |
| Año                                        | Lugar                           | Medalla           | Prueba                |
| ------------------------------------------ | ------------------------------- | ----------------- | --------------------- |
| 2014                                       | Sochi (Rusia)                   | Medalla de oro    | 500 m                 |
| 2014                                       | Sochi (Rusia)                   | Medalla de bronce | 1000 m                |
| Campeonato Mundial en Distancia Individual |                                 |                   |                       |
| Año                                        | Lugar                           | Medalla           | Prueba                |
| 2012                                       | Heerenveen (Países Bajos)       | Medalla de plata  | 500 m                 |
| 2015                                       | Heerenveen (Países Bajos)       | Medalla de plata  | 500 m                 |
| Campeonato Mundial en Distancia Corta      |                                 |                   |                       |
| Año                                        | Lugar                           | Medalla           | Prueba                |
| 2013                                       | Salt Lake City (Estados Unidos) | Medalla de oro    | Clasificación general |
| 2014                                       | Nagano (Japón)                  | Medalla de oro    | Clasificación general |